# Perasia arcuata
Perasia arcuata är en fjärilsart som beskrevs av Walker 1865. Perasia arcuata ingår i släktet Perasia och familjen nattflyn. Inga underarter finns listade i Catalogue of Life.